# Старый Пруд (Псковская область)
Старый Пруд — деревня в Себежском районе Псковской области России. Входит в состав сельского поселения Себежское. Малая родина Героя Советского Союза Карасёва А. А. (1909—1980).

## География
Деревня расположена на юго-западе региона, в южной части района, около государственной границы с Белоруссией, в лесной местности на юго-восточном берегу озера Осыно на территории национального парка «Себежский», по обеим сторонам автодороги А117.
Окружена молодым мелколиственным лесом (средний возраст около 50 лет), преимущественно вторичным, с преобладанием ольхи серой, берёзы бородавчатой, осины. Почва в основном суглинистая.
В окрестностях часто встречаются заяц-русак, косули, лисы, кабаны, еноты, куницы.

## Климат
Климат, как и во всем районе, умеренно континентальный. Характеризуется мягкой зимой, относительно прохладным летом, сравнительно высокой влажностью воздуха и значительным количеством осадков в течение всего года. Средняя температура воздуха в июле +17 °C, в январе −8 °C. Средняя продолжительность безморозного периода составляет 130—145 дней в году. Годовое количество осадков — 600—700 мм. Большая их часть выпадает в апреле — октябре. Устойчивый снежный покров держится 100—115 дней; его мощность обычно не превышает 20-30 см.

## История
В 1941—1944 гг. местность находилась под фашистской оккупацией войсками Гитлеровской Германии.
В 1995—2005 годах деревня входила в состав Осынской волости (ранее Осынского сельсовета), в 2005—2011 годах относилась к Долосчанской волости Себежского района.

## Население
| 2001 | 2002 | 2010 |
| ---- | ---- | ---- |
| 34   | ↗39  | ↘17  |

### Национальный состав
Согласно результатам переписи 2002 года, в национальной структуре населения русские составляли 87 % от общей численности в 39 чел..

## Известные уроженцы, жители
25 февраля 1909 года в деревне Старый Пруд родился Антон Андреевич Карасёв (1909—1980) — подполковник Советской Армии, участник Великой Отечественной войны, Герой Советского Союза (1942).

## Инфраструктура
Личное подсобное хозяйство.

## Транспорт
Деревня доступна автотранспортом.  Через деревню проходит автодорога 58К-284 «Опочка — Дубровка — государственная граница с Республикой Беларусь» (бывшая дорога А-117 «Опочка — Полоцк»).